# Андрияшевка (Винницкая область)
Андрия́шевка (укр. Андріяшівка) — село на Украине, находится в Крыжопольском районе Винницкой области.
Код КОАТУУ — 0521980201. Население по переписи 2001 года составляет 105 человек. Почтовый индекс — 24611. Телефонный код — 4340.
Занимает площадь 0,871 км².

## Адрес местного совета
24611, Винницкая область, Крыжопольский р-н, с. Андрияшевка, ул. Шевченко, 1